# جون ماكويد
جون ماكويد (بالإنجليزية: John McQuade)‏ (8 يوليو 1970 بغلاسكو في المملكة المتحدة - ) هو لاعب كرة قدم بريطاني في مركز الوسط. لعب مع بورت فايل وريث روفرز ونادي دمبرتون ونادي روس كاونتي وهاميلتون أكاديميكال ونادي ستيرلينغ ألبيون ونادي بيترهيد ‏.

## وصلات خارجية
- جون ماكويد على موقع Soccerbase.com (لاعب) (الإنجليزية)